# Świątynia Tanzhe
Świątynia Tanzhe (chiń. 潭柘寺, pinyin Tánzhè Sì) – świątynia buddyjska położona w Zachodnich Wzgórzach, w dystrykcie Mentougou, około 45 kilometrów na zachód od centrum Pekinu. Jej nazwa oznacza dosłownie "Świątynia Jeziora i Morwy" i odnosi się do pobliskiego Jeziora Smoka oraz drzew porastających okoliczne wzgórza. Jezioro obecnie już nie istnieje, a pozostałością po nim jest niecka na wzgórzu za świątynią.
Świątynia powstała za panowania dynastii Jin (265-316) i jest najstarszym obiektem sakralnym w mieście. Powstała, zanim jeszcze się rozwinęła zabudowa miejska na obszarze dzisiejszego Pekinu, dlatego mawia się, że "najpierw była świątynia Tanzhe, potem było Yuzhou (dawna nazwa Pekinu)". Uważa się, że jej układ architektoniczny był inspiracją dla architekta Zakazanego Miasta.
Świątynia zajmuje powierzchnię 41 600 m². Jej obecne zabudowania pochodzą z czasów dynastii Ming i Qing, a część pagód jeszcze z czasów dynastii Jin i Yuan. Zabudowa zgrupowana jest w trzy linie biegnące wzdłuż osi północ-południe. Główne budynki znajdują się w linii środkowej; za dwoma bramami ulokowane są pawilony Deveraja, Mahavira i Vairochana. Na dziedzińcu rośnie para miłorzębów datowanych na czasy dynastii Tang lub Liao, a także cyprysy, piwonie i drzewa morelowe. Pawilon Mahavira jest najważniejszym budynkiem świątyni. Ma wymiary 24×33 m i 20 metrów wysokości. W pawilonie tym mnisi regularnie odprawiają buddyjskie ceremonie. Za głównym dziedzińcem, po prawej stronie, wznosi się pagoda Tayuan, w której pochowano szczątki najsławniejszych mnichów. Rozbudowywana w ciągu wieków, składa się obecnie z elementów wzniesionych w różnych stylach architektonicznych.
Wzdłuż zachodniej linii zabudowy znajdują się Pawilon Wstrzemięźliwości, Brama Porządku i Pawilon Guanyin. W tym ostatnim przebywała w odosobnieniu jako mniszka i została pochowana Miaoyan, córka Kubilaj-chana.